# Thecodontosaurus
Thecodontosaurus („ještěr se zuby v jamkách“) byl rod vývojově primitivního sauropodomorfního dinosaura, žijícího v období nejpozdnějšího svrchního triasu (geologický věk rét, asi před 204 až 201 miliony let) na území dnešní jižní Anglie. Fosilie tohoto dinosaura byly objeveny v roce 1834, rod Thecodontosaurus pak byl popsán roku 1836 a druh T. antiquus roku 1843. Jedná se tak o jednoho z historicky prvních objevených a formálně popsaných druhohorních dinosaurů.

## Popis
Thecodontosaurus byl zřejmě všežravým nebo jen býložravým dinosaurem, pohybujícím se přednostně pouze po dvou končetinách. Délka tohoto dinosaura činila jen asi 2,1 metru a jeho hmotnost dosahovala zhruba 20 kilogramů, podle jiných odhadů činila délka dinosaura až 2,5 metru a hmotnost přibližně 40 kilogramů.
Jedná se o jednoho z prvních sauropodomorfů s jasnými lebečními adaptacemi pro herbivorii (býložravost) a přitom se stále zachovanými archaickými znaky v postkraniální kosterní anatomiii. Výzkum distribuce někdejší svaloviny tekodontosaura ukázal, že se pravděpodobně jednalo o svižného, rychle se pohybujícího dvounohého tvora.
Výzkum mozkovny tohoto bazálního sauropodomorfa odhalil, že se jednalo o gracilního a rychle se pohybujícího tvora s kurzoriálními adaptacemi (přizpůsobeními pro rychlý pohyb). Chodil i běhal téměř s jistotou pouze po dvou (byl obligátně bipední) a jeho hlava byla i při rychlém pohybu stabilizována (setrvávala v jedné rovině a příliš sebou „netrhala“, a to ani při běhu). Tato zjištění jsou velmi podstatná pro lepší pochopení anatomického vývoje bazálních sauropodomorfů, ke kterým rod Thecodontosaurus patřil.

## Zařazení a druhy
Thecodontosaurus byl bazálním (vývojově primitivním) sauropodomorfem. Ačkoliv nepatří ke geologicky nejstarším sauropodomorfům, stál nejspíše na vývojové pozici ještě před oddělením „prosauropodů“ a sauropodů. V současnosti je za vědecky platný považován pouze typový druh T. antiquus, druh T. caducus byl roku 2007 zařazen do vlastního rodu Pantydraco. Stejným tvorem může být také Agrosaurus, jehož fosilie jsou známé z Anglie i Austrálie.